# Utopiastadt
Utopiastadt, ein „andauernder Gesellschaftskongress mit Ambitionen und Wirkung“, ist ein soziokulturelles Zentrum in Wuppertal. Es befindet sich in der Nordstadt von Elberfeld in den Gebäuden des ehemaligen Bahnhofs Wuppertal-Mirke direkt an der 2014 eröffneten Nordbahntrasse. Träger ist die 2015 gegründete Utopiastadt gGmbH, welche auch größtenteils die verschiedenen Projekte und Angebote realisiert.

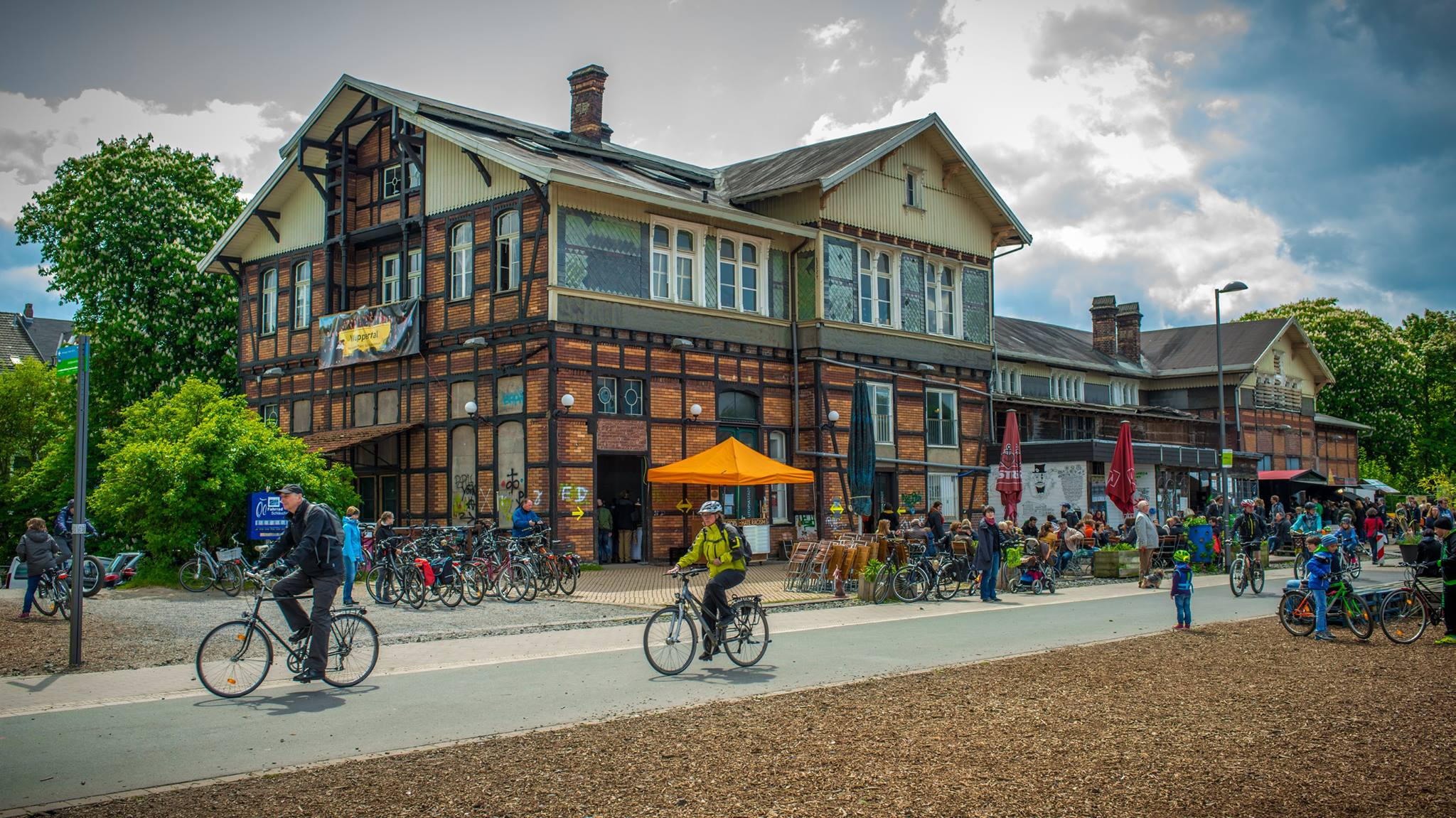
Utopiastadt in Wuppertal, Nordbahntrasse

## Geschichte
Die im Jahr 2006 gegründete clownfisch GbR veranstaltete zur dritten Ausgabe des Magazins clownfisch 2008 ein Kulturprogramm in den Wuppertaler ELBA-Hallen. Aus diesem Veranstaltungsprogramm ging die Idee hervor, den Austausch zwischen Kreativen zu verstetigen und ihren Ideen einen Ort zu geben. Mit Unterstützung der Wuppertaler Wirtschaftsförderung wurde der damals leer stehende Bahnhof Wuppertal-Mirke als passende Räumlichkeit gefunden, 2011 wurde der Pachtvertrag unterzeichnet.
Gegründet wurde das Kreativnetzwerk Utopiastadt 2011 mit Büros, Ateliers und Coworking Space. Im gleichen Jahr zog auch der Hackerspace /dev/tal im Hauptgebäude ein. 2013 eröffnete mit dem „Hutmacher“ eine Gastronomie, 2014 der kostenlose Fahrradverleih Utopiastadtrad und die Utopiawerkstadt als offene Werkstatt und Fablab. Im Jahr 2014 wurde der Förderverein Utopiastadt gegründet, der sich unter anderem um die Verwaltung der Spendengelder kümmert. Im Jahr 2015 gründete der Verein die Utopiastadt gGmbH und setzte die beiden Initiatorinnen des Projektes, Christian Hampe und Beate B. Blaschczok, als Geschäftsführer ein. Ebenfalls 2015 übergab die clownfisch GbR das laufende Geschäft an die gGmbH. Der Verein ist alleiniger Gesellschafter der gGmbH.
Im Dezember 2016 schenkte die Sparkasse Wuppertal dem Verein Utopiastadt das Bahnhofsgebäude.
Am 5. Dezember 2018 kaufte die Utopiastadt gGmbH 11.100 m² Gelände um den Mirker Bahnhof, darunter die Fläche der ehemaligen Gepäckabfertigung und die Gastronomiefläche. Für weitere 25.000 m² wurde ein Kaufangebot unterzeichnet.
Mit dem (coronabedingt von 2021 auf 2022 verschobenen) Architekturwettbewerb Solar Decathlon Europe auf dem Utopiastadt-Campus wurden Konzepte nachhaltiger und ressourcenschonender Stadtteilentwicklung und Architektur entwickelt und umgesetzt, die Konzeption »Solar Decathlon goes Urban« wurde von Utopiastadt mitentwickelt.

### Sanierung

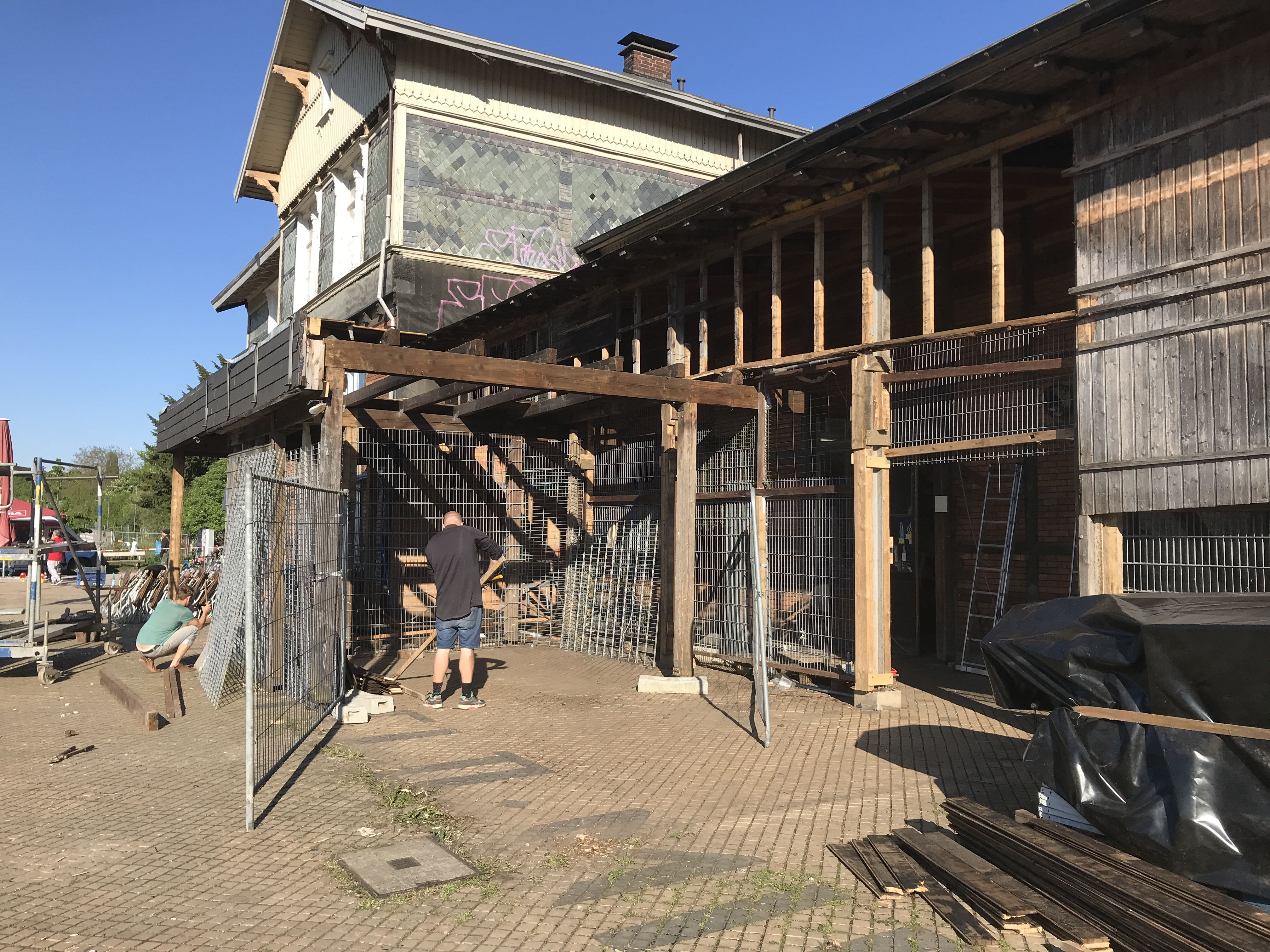
Utopiastadt, Bahnhof Wuppertal-Mirke, Sanierung Hauptgebäude 2021, Rückbau eines Holz-Drahtgitter-Anbaus

Seit Beginn der Nutzung wird das Gebäude des alten Mirker Bahnhofes schrittweise saniert. Das Nebengebäude der ehemaligen Gepäckabfertigung wird seit 2017 überwiegend über ehrenamtliche Arbeit komplett saniert.
2015 bewilligte das Land NRW über das Förder- und Qualifizierungsangebot „Initiative ergreifen“ Fördermittel in Höhe von 3 Millionen Euro (80 Prozent der Gesamtsumme). Weitere 10 Prozent Eigenanteil trägt die Stadt Wuppertal, die restlichen gut 10 Prozent als Eigenanteil die Utopiastadt. 2019 begann die Sanierung des Hauptgebäudes im Rahmen der Fördermaßnahmen.

## Veranstaltungen und Außenwirkung
Einmal im Monat findet jeweils das Elektro-Reparaturcafe statt, ebenso monatlich die Fahrrad-Reparaturcafes. Beide Formate bieten kostenlose Hilfe zur Selbsthilfe, Werkzeug und Anleitung, um Geräte bzw. Fahrräder zu reparieren und zu warten.
Regelmäßig finden seit 2014 mehrmals im Monat die „Only Hut“-Konzertveranstaltungen statt, in denen bewusst auf Eintritt verzichtet und stattdessen per Hut die Gage der Musiker gesammelt wird. Seit einigen Jahren werden auch größere Festivals ausgerichtet (Trassenrave und Trassenjam, Newcomerfestival Newsides). Veranstaltet werden auch Lesungen und Ausstellungen.
Kontinuierlich betrieben wird das Urban Gardening-Projekt Utopiastadtgarten, welches 2018 durch die Aquaponik-Anlage des Vereins „Aufbruch am Arrenberg“ auf den Utopiastadt-Campus erweitert wurde.
Initiativen auf kommunaler und regionaler Ebene sind in Utopiastadt aktiv, wie beispielsweise Opendatal (Zugänglichmachung von Bürger- und kommunalen Daten), das SmartCityNetwork (Sensorik) oder das Forum Mirke. Die Stadt betrachtet das Projekt als „zentrale Anlaufstelle für kreative Stadtentwicklung  […] und somit ein Stadtlabor für Utopien.“ Überregionale Strahlkraft entwickelt hat das Projekt in den Bereichen Bürgerengagement, Sozialpolitik und -forschung sowie der kommunalen Entwicklung.

## Auszeichnungen
- 2015: Land NRW: Einer von 31 „Orten des Fortschritts“[16]
- 2016: Wuppertaler Wirtschaftspreis in der Kategorie „Stadtmarketingpreis“[17]
- 2018: Einer von fünf Preisträgern des CREATIVE.Spaces 2018, den das CREATIVE.NRW Kompetenzzentrum Kreativwirtschaft des Landes NRW vergibt.[18]
- 2018: Bundespreis europäische Stadt[19]
- 2019: Einer von zwei Preisträgern des Social Sculpture Award.[20] Der Preis wird an gesellschaftliche Akteure verliehen, die im Sinne der Beuys'schen „Sozialen Plastik“ gesellschaftliche Verhältnisse kreativ verändern.
- 2020: Landessieger des Deutschen Nachbarschaftspreises in Nordrhein-Westfalen.[21]
- 2021: Beim Engagementpreis NRW 2021 den Sonderpreis der Nordrhein-Westfalen-Stiftung.[22]